# Alfa Circini
Alfa Circini (α Cir, α Circini) je nejjasnější hvězda v souhvězdí Kružítka. Je to proměnná hvězda typu Alfa² Canum Venaticorum. V její atmosféře se vyskytuje poněkud méně uhlíku, dusíku a kyslíku a naopak více stroncia, chromu a europia, než jak je tomu u běžné hvězdy, jako například Slunce. Jde o hvězdu spektrálního typu A7V a při pozorování ze Země má zdánlivou hvězdnou velikost 3,19m.
Hmotnost hvězdy převyšuje sluneční hmotnost o 50 až 70 %, poloměr je oproti slunečnímu dvojnásobný. Efektivní povrchová teplota činí 7 500 K. Hvězda se otočí kolem své osy za 4,5 dne, rotační osa je od směru k Zemi odkloněna o 37±4°.